# Алфред Бекер
Алфред Бекер (на немски: Alfred Bekker) е много плодовит германски писател, автор на произведения в жанровете фентъзи, криминална литература, уестърн, хорър, детска литература, научна фантастика и исторически роман.
Пише и под различни псевдоними – Дейв Брадфорд, Нийл Чадуик, Браян Каризи, Джери Котън, Джон Девлин, Джанет Фарел, Сидни Гарднър, Лесли Гарбър, Робърт Грубер, Крис Хелър, Джак Реймънд, Хенри Ромер, Ашли Паркър (с У. А. Хари), Кони Уолдън (със съпругата си).

## Биография и творчество
Алфред Бекер е роден на 27 септември 1964 г. в район Боргхост, Щайнфурт, Северен Рейн-Вестфалия, ФРГ. Завършва гимназия през 1984 г. и започва работа за кратко в старчески дом. Учи педагогика в Университета в Оснабрюк. В продължение на 13 години работи като начален учител, след което се посвещава на писателската си кариера.
Започва да пише от 14-годишна възраст правейки дебют с научнофантастичния роман „Axtkrieger – der Namenlose“.
В началото на творчеството си пише предимно уестърни, криминални романи и хорър, а по-късно се насочва и към юношеска приключенска литература и фентъзи. Използва много различни псевдоними. Публикувал е общо около 250 романа и около 1000 разказа в различни антологии и специализирани списания.
Алфред Бекер живее със семейството си в Майнерцхаген.

## Частична библиография

### Самостоятелни романи
- Das Buch Edro (2002)
- Axtkrieger – Der Namenlose (2002)
- Der Seher von Yys (2003)
- Mega Killer – Rache aus dem Cyber-Space (2003)
- Strahlenhölle Messias (2004)
- AVALON – Space Fighter (2010)
- Gefährten der Magie (2010)
- Mystic High School – die Zeit der Werwölfe (2010)
- Herrschaft der Alten (2011)

### Серия „Елфите“ (Elben)
1. Das Reich der Elben (2007)
2. Die Könige der Elben (2007)
3. Der Krieg der Elben (2008)

### Серия „Горян“ (Gorian)
1. Das Vermächtnis der Klingen (2010)
2. Die Hüter der Magie. Blanvalet (2011)
3. Im Reich des Winters Blanvalet (2011)

### Серия „Джуджетата“ (Zwergenkinder)
1. Die Magie der Zwerge (2012)
2. Die Zauberaxt der Zwerge (2012)
3. Die Dracheninsel der Zwerge (2012)
4. Der Kristall der Zwerge (2013)

### Серия „Драконът“ (Die Drachenerde)
1. Drachenfluch (2008)
2. Drachenring (2009)
3. Drachenthron (2009)

### Серия „Криминалните загадки на Леонардо“ (Da Vincis Fälle)
1. Тайнствените конници, Leonardo und das Geheimnis der Villa Medici (2008)
2. Мистериозното отвличане, Leonardo und die Verschwörer von Florenz (2008)
3. Тайната на алхимика, Leonardo und das Rätsel des Alchimisten 2008
4. Кражбата на водния знак, Leonardo und das Verlies der schwarzen Reiter (2008)
5. Черната смърт, Leonardo und der Fluch des schwarzen Todes (2009)
6. Свещеният меч, Leonardo und die Bruderschaft des heiligen Schwerts (2009)

### Серия „Елба“ (Elbenkinder)
1. Das Juwel der Elben (2009)
2. Das Schwert der Elben (2009)
3. Der Zauber der der Elben (2009)
4. Die Flammenspeere der Elben (2010)
5. Im Zentaurenwald der Elben (2010)
6. Die Geister der Elben (2011)
7. Die Eisdämonen der Elben (2011)

### Серия „Дивите орки“ (Die wilden Orks)
1. Angriff der Orks (2011)
2. Der Fluch des Zwergengolds (2011)
3. Die Drachen-Attacke (2011)
4. Sturm auf das Elbenreich (2012)
5. Überfall der Trolle (2012)